# 1177 w literaturze
Wydarzenia literackie w 1177 roku.

## Urodzili się
- Gautier de Coincy, francuski truwer (zm. 1236)
- Gyōi, japoński poeta (zm. 1217)
- Veliyankode Umar Khasi, muzułmański poeta (zm. 1273)
- Lal Shahbaz Qalandar, muzułmański poeta religijny (zm. 1274)
- Najm al-Din Razi, perski filozof (zm. 1256)

## Zmarli
- Fujiwara no Kiyosuke, japoński poeta (ur. 1104)
- Helmold, niemiecki kronikarz (ur. 1125)
- Amlaid Ua Domhnalláin, irlandzki poeta (rok narodzin nieznany)